# トーマス・カールステン
トーマス・カールステン（Herman Thomas Karsten、1884年4月22日 - 1945年）は、オランダの都市計画家。
統治時代のオランダ領東インドで主要な建築作品と都市計画で貢献。旧インドネシア植民地に、急進的なアプローチでほとんどの空間計画でネイティブ要素と近代都市環境の大幅な統合を行った。ジョグジャカルタとスラカルタにある公設市場JoharやパサールグデHarjonagoroの建築、首都バタヴィア（現ジャカルタ）の広場、スマランのすべての民族グループのための居住地域計画策定などを手がけた。
1915年から1941年までに、ジャワ19のうち12の市町村、スマトラの9つの街のうち3つの街とカリマンタン（インドネシア・ボルネオ）の街の都市計画を担当している。
政府より国内主要な植民地都市の計画委員会委員に、学術関連ではバンドン工科大学工学系研究科都市計画学の講師などに任命されている。

## 人物と実績
父親は哲学の大学教授で、化学のを先頭にして、妹はオランダ女性で初めて化学を専攻した人物。
デルフト工科大学校（現在のデルフト工科大学）に進学、最初機械工学を専攻していたが、途中で構造工学に変更する。勉強は決して得意なほうではなかったが、1920年までに3から10人という卒業者数だった同学校を卒業することができた。 
当時、故郷アムステルダムは、1910年代後半から社会経済的都市問題を受けはじめていた。特に高いセグメント都市環境では、ユダヤ人待遇など不平等な民族問題や極度の貧困を引き起こしていた。まだ学生だった1908年から1911年の間、密接に新しい住宅プロジェクトの準備に公営住宅改革の支持者として関与。社会改革思想を認識する。その後ジャワのエンジニアの社会貢献協会やその姉妹組織に参加。 また当時オランダの都市計画のレポートで、大幅にアムステルダム新都市公共住宅やデニーウェスタッドテアムステルダム（1909年）と呼ばれるVolkshuisvestingに貢献。建築家やフェミニストされた社会主義改革プロジェクトのメンバーに加わる。
第一次世界大戦時は戦火を避けるため、中立国としてインドネシアのオランダ領東インドに移動。ジャワ行った学生時代の仲間で事務所を開いていたヘンリー・マクレーヌ・ポントから誘いを受ける。そのままプランナーとして、マクレーヌの事務所で協働。20世紀初頭から、ジャワ・スマトラ湾岸沿いの数都市で、次期オランダ政府のために施行倫理を導入した都市改善計画を立案。最初から都市計画のアプローチをインドネシアの建築要素を想定して行う訓練を積む。1914年に関与したスマランのまちづくりから、まちづくりが自分の仕事としても適切なものとして見出す。 
こうして1914年以降は、インドネシア植民地での主要都市のコンサルタントとして従事し、都市計画のための一連の原則を提示。なお、都市計画のコンサルティングを行った都市は、スマラン （1914年のほか、1916年から1920年、1936年）、 ボイテンゾルク（現ボゴール、1920年～1923年）、マディウン（1929年）、 マラン（1930年～1935年）、バタビア（ジャカルタ、1936年～1937年） 、マグラン（1937年～1938年）、バンドン（1941年）といった大都市の他、チレボン、ミースターコルネリスとして知られているジャカルタJatinegaraの一部、ジョグジャカルタ、スラカルタ、プルウォクルト、パダン、メダン、バンジャルマシンなど多数に上る。ジャワの北部の海岸沿いの都市の計画では、当時ほとんどの都市で後続の巨大な住宅需要、インフラ、衛生、その他の関連開発による人口増加を容赦して対処しなければならなかった。
その他、ジョグジャカルタとスラカルタで小さなトレーダーを整理して公開市場の建物を計画。また市中心部の広場を含むバタヴィアの新しい郊外都市のマスタープランを作成した。 
すべての社会構成要素の違いは、形式を介しての表現される植民地時代の都市計画、住民した都市経済人種や、民族的に様々な関係を正確に実装する秩序とアイデアに欧州典型的な絡み合いと、これらの要素を先住民族開始するに含め、1917年、新しいキャンディの計画をするために独特の風習に応じて対応する民族グループ間すべてを考慮したスマランのマスタープランは、風土と慣習による拡張論を提示した。
1921年には、地方分権、議会での自治都市計画の論文を発表。論文では、都市計画は高調波に対処する必要があるが、相互接続されたコンポーネント（社会、技術、など）の活動であるとも主張、斬新な見解を提示する。植民地で経験した多くの社会的都市計画を有する有機的作成アプローチ方法論は本国オランダでも称賛をうけ、この論が公営住宅のための政府の計画にも大きな影響を与えた。またその中で、都市の拡張に対する市のガイドライン（1926年）は、小さな村で住宅土地に対する市町村優先権や補助金50パーセント規定、プロジェクト改善のガイドラインについて言及している。
こうした長い実績から、その後政府から公式の都市計画関連の委員会の委員に任命されていく。まず1930年、Bouwbeperkingscommissie（ビル作品委員会）委員に。以降はStadsvormingscommissie（1934年、まちづくり委員会）などに任命された。この間、1903年には有効となっていた市町村、ローカル自治体および地方開発政府のために新しい地方分権法（Decentralitatiewet）制定に関与した。
委員会では、社会的、地理的特性とその期待成長に応じて建物建設を組織し規制をもうけるという都市計画条例の草案を1938年に作り出したが、第二次世界大戦 が勃発し、実現されなかった。
1941年には、バンドン工科大学の講師に任命された。その後日本にインドネシアが占領される。カールステンはバンドンの近くCimahiバロスのキャンプ収容所へ投獄され、1945年、収容所で死去した。